# Centrale Branchevereniging Wonen
De Centrale Branchevereniging Wonen (CBW) is een Nederlandse brancheorganisatie voor groothandels, midden- en kleinbedrijven en winkels op het gebied van woninginterieur zoals meubels, gordijnen en bedden. De CBW is aangesloten bij de Geschillencommissie Wonen. In 2009 is CBW gefuseerd met Mitex en gaat sindsdien als CBW-MITEX door het leven. Ondertussen is CBW lid van de vereniging InRetail Nederland.
CBW-MITEX is een brancheorganisatie voor de branches wonen, mode, schoenen en sport. Zij telt bijna 7500 leden, bij elkaar goed voor 25 miljard euro omzet per jaar. CBW-MITEX ondersteunt leden met individueel advies, hulp bij cao-onderhandelingen, marktonderzoek en de CBW-erkenningsregeling. Bovendien vertegenwoordigt zij haar leden in Den Haag en Brussel met een lobby. Naast lobby ervaren leden ook voordeel in advies en collectieve contracten.
Voor consumenten is CBW-MITEX vooral van belang bij de aankoop van woninginterieurproducten. Als de winkel het CBW-logo voert, dan is de winkel CBW-erkend. Bij een eventueel conflict kan het probleem voorgelegd worden aan een onafhankelijke geschillencommissie. Tevens garandeert de CBW dat bij een eventuele aanbetaling het aanbetaalde bedrag in het geval van faillissement van de winkel wordt verrekend door de aankoop bij de gefailleerde als vervangende koop onder te brengen bij een gelijkwaardige winkel die CBW-erkend is.